# Mario Galindo
Mario Enrique Galindo Calixto (ur. 10 sierpnia 1951 w Punta Arenas) – piłkarz chilijski grający podczas kariery na pozycji obrońcy.

## Kariera klubowa
Karierę piłkarską Mario Galindo rozpoczął w drugoligowym klubie CSD Colo-Colo. Z Colo-Colo trzykrotnie zdobył mistrzostwo Chile w 1972, 1979, 1981 oraz Puchar Chile w 1974, 1981 i 1982. W barwach Colo-Colo rozegrał 213 spotkań, w których zdobył 11 bramek.
W 1976 przez jeden sezon był zawodnikiem Evertonu Viña del Mar, z którym zdobył mistrzostwo Chile.

## Kariera reprezentacyjna
W reprezentacji Chile Galindo zadebiutował 25 września 1972 w przegranym 0-2 towarzyskim spotkaniu z Argentyną. W 1974 roku został powołany przez selekcjonera Luisa Álamosa do kadry na Mistrzostwa Świata w RFN. Na Mundialu Galindo był rezerwowym i nie wystąpił w żadnym meczu. W 1975 wziął udział w Copa América. W tym turnieju Galindo wystąpił w dwóch meczach z Boliwią i Peru. W 1979 po raz drugi wziął udział w Copa América, w którym Chile zajęło drugie miejsce, ustępując jedynie Paragwajowi. W tym turnieju Galindo wystąpił w siedmiu meczach: w grupie z Wenezuelą i Kolumbią, półfinale z Peru oraz w finale z Paragwajem.
W 1982 roku został powołany przez selekcjonera Luisa Santibáñeza do kadry na Mistrzostwa Świata w Hiszpanii. Na Mundialu Galindo wystąpił w meczu z Algierią, który był jego ostatnim meczem w reprezentacji. Od 1972 do 1982 roku rozegrał w kadrze narodowej 29 spotkań.